# Nigger

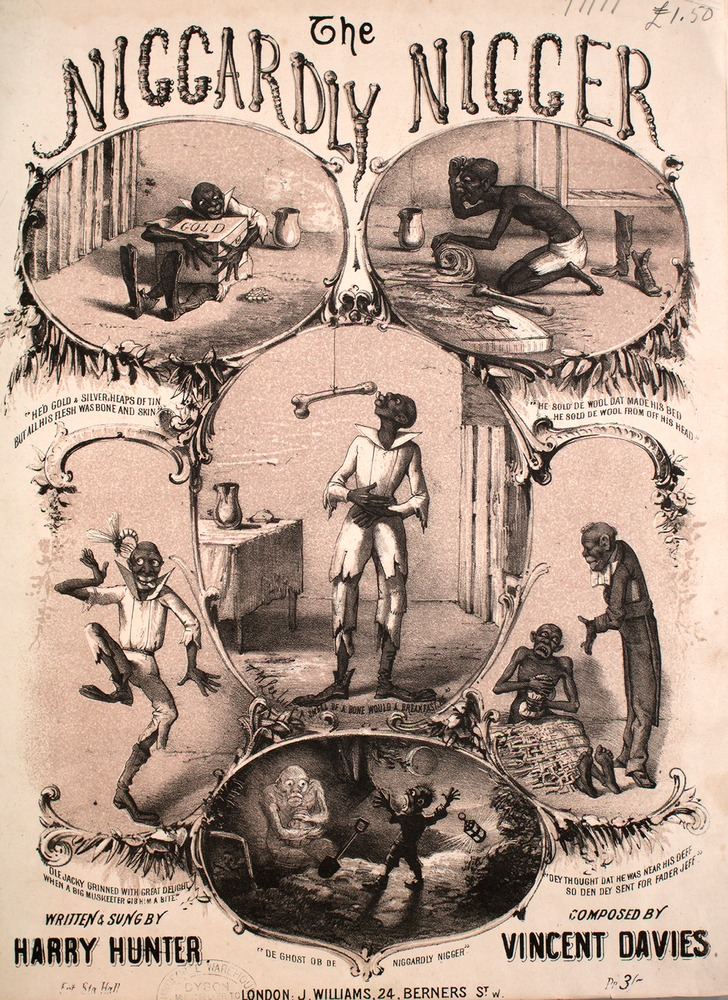
1900年倫敦當時一首諷刺性歌曲《吝嗇黑鬼》(Niggardly Nigger)的宣傳海報，這裡使用了頭韻法，取niggardly（吝嗇的、小氣的）一詞來對黑人進行侮辱

Nigger，中文通常翻譯為黑鬼，是英語中的一個專門冒犯黑人的种族歧视词语，原本這個詞是白人對黑人的貶義性稱呼。梅里厄姆-韦伯斯特在線詞典認為该词“也许是英语中最具冒犯性和煽动性的种族歧视詞彙”。  牛津英語詞典表示，“这个词是英语中最具争议的词之一，不管在哪種語境提到這個詞，這個詞都容易令人感到冒犯。辛普森案中的一位检察官表示該詞是“英语中最污秽、最肮脏、最令人厌恶的词”。 
非裔美国人之間有些人開玩笑時也會互相稱呼對方是Nigger，非裔美国人彼此稱呼Nigger不一定具有冒犯含義， 但一些美国黑人作家仍然反對黑人内部使用這個詞。 
nigga是“nigger”的變體，現時前者意思比後者的溫和。

## 歷史
Nigger的词源來自於拉丁语中的形容词niger ，意为“黑色的”。  它最初只是一個相对中性的詞彙。从18世纪中叶开始，该词開始變得贬义，到19世纪中叶該詞已經讓黑人感到十分冒犯。而在蓄奴时代，美国南方普遍用Nigger称呼非洲裔美国人。
从20世纪下半叶开始，大众幾乎很少再用這個詞。 从20世纪90年代开始，  當人們不得不提及Nigger這個詞（例如提到有人用Nigger冒犯黑人）時，眾人開始用"the N-word"指代Nigger。